# سیانوتریکیت
سیانوتریکیت  (به انگلیسی: Cyanotrichite) با فرمول شیمیایی Cu4Al2[(OH)12 - SO4].2H2O از مجموعه کانی هاست و کانی مشابه آن اوری کلسیت است. از کلمات یونانی Kuanos یعنی آبی و Thrix به معنای مو گرفته شده‌است. دراسیدها محلول است. CuO:۴۹٫۳۹٪  Al2O۳:۱۵٫۸۲٪  SO۳:۱۲٫۴۲٪  H2O:۲۲٫۳۷٪  برای اولین بار در رومانی کشف شد و از نظر شکل بلور: آسیکولار، رنگ: آبی تیره، شفافیت: شفاف، جلا: ابریشمی، رخ: خوب، سیستم تبلور: ارترومبیک و در رده‌بندی سولفات است  و منشأ تشکیل آن ثانوی است.
همایند کانی‌شناسی (پارانژ) آن اوری کلسیت- آزوریت- مالاکیت- لیمونیت است
، از نظر ژیزمان بلوری - آگرگاتهای شعاعی - سیخ سیخ تقریباْ کمیاب است و بیشتر در رومانی، فرانسه، یونان، آمریکا، یونان یافت می‌شود.

## منبع
- پردیس کشاورزی ایران